# OsCommerce

osCommerce («Open Source Commerce») — это движок интернет-магазинa. Он может быть установлен на любом веб-сервере с поддержкой PHP и MySQL. Это свободное программное обеспечение с GNU General Public License.
Вокруг osCommerce сформировалось огромное сообщество (около 350,000 участников) , благодаря которому существует более 9100 контрибуций (различных модулей для osCommerce) позволяющие изменять и дополнять функции магазина самым разным образом. По всему миру функционируют десятки тысяч магазинов на базе osCommerce (21009 магазина официально зарегистрированы в каталоге).

## Основные возможности
- Совместимо с PHP 7.3 и MySQL 5.x.
- Совместимость со всеми основными браузерами.
- Встроенная многоязычность, по умолчанию установлены английский, немецкий, испанский языки. Доступны русский, украинский и многие другие.
- Мастер инсталляции (wizard).
- Неограниченное число разделов и товаров.

Администрирование / База
- Поддерживает неограниченное количество продуктов и разделов категорий
- Поддержка физических и виртуальных (загружаемых) товаров
- Лёгкость резервного копирования и восстановления данных
- Статистика товаров и заказчиков
- Многоязычная поддержка
- Поддержка нескольких валют

Клиентская часть
- Регистрация покупателей.
- Все заказы хранятся в базе данных для быстрого и эффективного поиска (история покупок для покупателей)
- Клиенты могут просматривать историю и статусы своих заказов
- Временная корзина для гостей и постоянная для клиентов
- Быстрый и дружественный интерфейс поиска
- Безопасность с поддержкой SSL (Secure Sockets Layer).
- Удобная навигация по сайту
- Клиент может иметь несколько адресов доставки в своей адресной книге

Система оплаты и доставки
- Поддержка многочисленных типов платежей (чеки, платежные поручения)
- Поддержка многочисленных платежных систем (модулям) (ЮKassa от ЮMoney, 2CheckOut, PayPal, Authorize.Net, iPayment, Webmoney).
- Настройка методов оплаты для разных областей
- Расчет доставки на основе веса и цены товара, зоны доставки. Множество модулей расчета доставки.
- Расчет налогов.

и многое другое.
osCommerce обладает системой шаблонов (с версии 4 обладает https://oscommerce.ru) для настройки дизайна.

## История
Работа над osCommerce была начата в Германии в марте 2000 года. Основатель Harald Ponce de Leon. Изначально носило название The Exchange Project. Текущая широко используемая версия osCommerce 2.2 Milestone 2 относится к 2003 году. Давно запланированная версия 3.0, никак не может увидеть свет и находится на стадии разработки. Это компенсируется сообществом путём создания и использования собственных расширений.
1 апреля 2011 года был анонсирован стабильный релиз версии 3.0, а уже 8 апреля того же года — редакция 3.01 с исправлениями ошибок и некоторыми улучшениями.
6 августа 2011 года вышел релиз 3.0.2. Младший релиз с исправлением ошибок и улучшениями во фреймворке.
В 2021 году группа Holbi приобрела Oscommerce у Ponce de Leon и объявила о своем намерении создать 4.x. Его выпуск был в конечном итоге запланирован на март 2022 года, однако он был отложен.
16 ноября 2021 года Oscommerce V4 Beta 1 была выпущена в ограниченно для бета-тестеров.
Oscommerce V4 Beta 2 была выпущена 26 января 2022 года для нескольких бета-тестеров.
Демо Oscommerce V4 была выпущена 1 июня 2022 года.
Oscommerce V4 был выпущен в качестве бесплатной платформы электронной коммерции с открытым исходным кодом 25 июля 2022 г., Внедрение нескольких каналов продажи, несколько шаблонов дизайна, встроенный редактор Wysiwyg.